# 雅雷地区圣保罗
雅雷地区圣保罗（法語：Saint-Paul-en-Jarez，法語發音：[sɛ̃ pɔl ɑ̃ ʒaʁɛ]）是法国卢瓦尔省的一个市镇，位于该省东南部，属于圣艾蒂安区。

## 地理
雅雷地区圣保罗（45°28'59"N, 4°34'28"E）面积19.98 平方千米，位于法国奥弗涅-罗讷-阿尔卑斯大区卢瓦尔省，该省份为法国中南部省份，北起顺时针与索恩-卢瓦尔省、罗讷省、伊泽尔省、阿尔代什省、上盧瓦爾省、多姆山省和阿列省接壤。
与雅雷地区圣保罗接壤的市镇（或旧市镇、城区）包括：法尔奈、拉格朗克鲁瓦、洛尔姆、洛雷特、佩吕桑、圣沙蒙、雅雷地区圣克鲁瓦、多尔莱河畔拉泰拉斯。
雅雷地区圣保罗的时区为UTC+01:00、UTC+02:00（夏令时）。

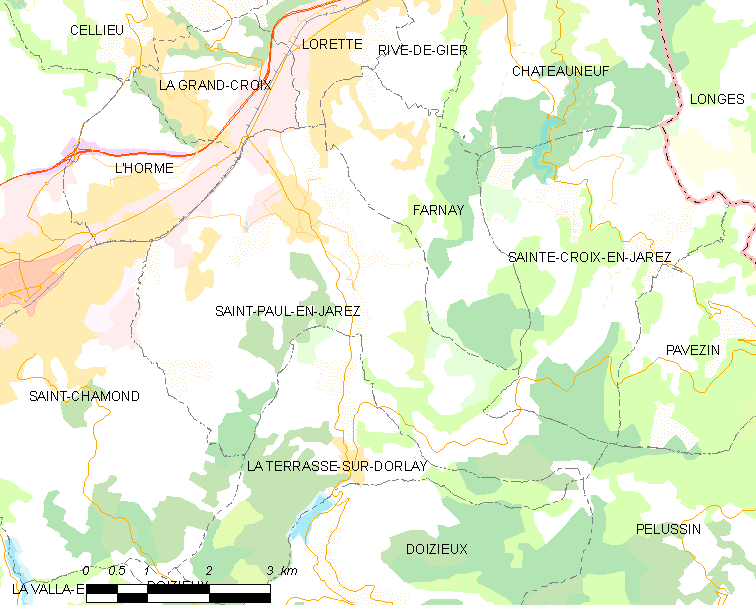
雅雷地区圣保罗的OSM定位图

## 行政
雅雷地区圣保罗的邮政编码为42740，INSEE市镇编码为42271。

## 政治
雅雷地区圣保罗所属的省级选区为里沃德日耶县。

## 交通
卢瓦尔省省道D7线和D36线经过境内。

## 人口

1962-2008年间雅雷地区圣保罗人口变化图示

雅雷地区圣保罗于2022年1月1日时的人口数量为4758人。